# Implerstraße (metrostation)
Implerstraße is een metrostation in de wijk Sendling van de Duitse stad München. Het station werd geopend op 22 november 1975 en wordt bediend door de lijnen U3 en U6 van de metro van München.